# 나카야마정 (지바현)
나카야마정(中山町)은 지바현 히가시카쓰시카군에 일찍이 존재했던 정이다. 현재의 이치카와시 중동부에 해당한다.

## 역사
- 1889년 4월 1일 - 정촌제 시행에 수반해 히가시카쓰시카군 나카야마촌이 성립하였다.
- 1924년 8월 10일 -정으로 승격해 나카야마정이 되었다.
- 1934년 11월 3일 - 야와타 정, 이치카와 정, 고쿠분 촌과 합병해 이치카와시가 성립하여, 동일 야와타정은 폐지되었다.

## 교통

### 철도
마을 내에 역이 설치되어 있지 않았다. 현재는 게이세이 전철 게이세이 본선이 설치되어 있다.
시모사나카야마역・게이세이나카야마역이 인접한 가쓰시카정에 존재했다.